# 3318 Blixen
3318 Blixen este un asteroid din centura principală, descoperit pe 23 aprilie 1985 de Poul Jensen.